# Ecuații de mișcare
Ecuațiile de mișcare sunt ecuații care descriu mișcarea unui obiect fizic în funcție de timp. Sunt de obicei ecuații diferențiale. Descrierea mișcării se poate face cinematic sau dinamic.

## Ecuații de mișcare a particulelor electrizate
Ipoteze:
- sistem de referință galilean,
- neglijarea forțelor de greutate și frecare.

Forța {\displaystyle {\vec {f}}_{(M)}} aplicată particulei (punctului material) {\displaystyle M}:
{\displaystyle {\vec {f}}_{(M)}=q{\vec {E}}+q({\vec {v}}\wedge {\vec {B}})}
{\displaystyle {\vec {f}}_{(M)}=m{\vec {a}}=q.{\vec {E}}+q({\vec {v}}\wedge {\vec {B}})}
cu {\displaystyle {\vec {a}}={\frac {d{\vec {v}}}{dt}}}, accelerația.
Rezultă trei ecuații:
{\displaystyle m{\frac {d^{2}x}{dt^{2}}}=q.{E_{x}}+q.(v_{y}.B_{z}-v_{z}.B_{y})}

{\displaystyle m{\frac {d^{2}y}{dt^{2}}}=q.{E_{y}}+q.(-(v_{x}.B_{z}-v_{z}.B_{x})}

{\displaystyle m{\frac {d^{2}z}{dt^{2}}}=q.{E_{z}}+q.(v_{x}.B_{y}-v_{y}.B_{x})}
cu {\displaystyle E_{x},E_{y},E_{z}}, {\displaystyle B_{x},B_{y},B_{z}} și {\displaystyle v_{x},v_{y},v_{z}} coordonatele carteziene spațiale ale câmpurilor {\displaystyle {\vec {E}}}, {\displaystyle {\vec {B}}} și {\displaystyle {\vec {v}}}.